# メジゴーリエ

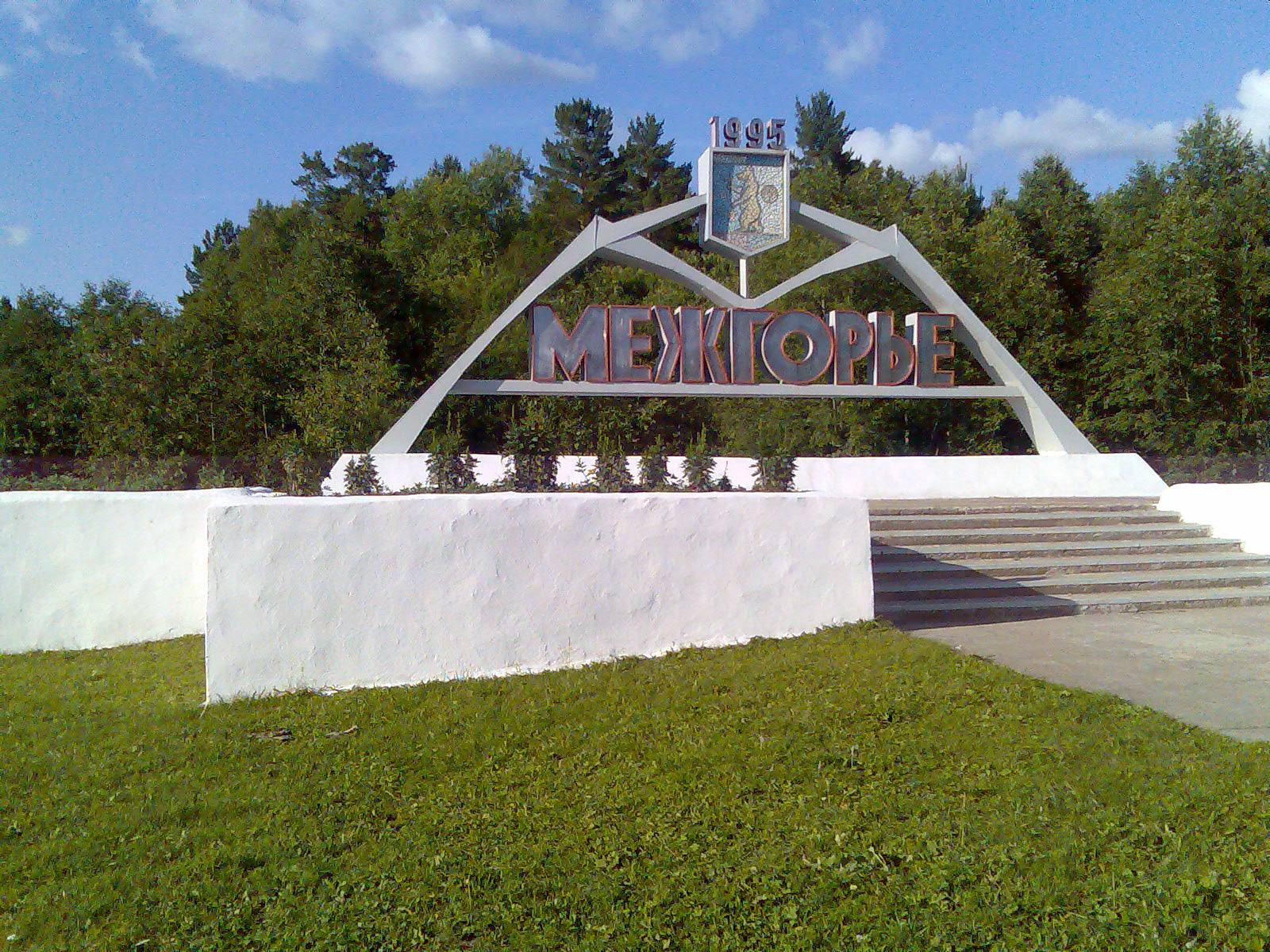
入り口にあるモニュメント

メジゴーリエ（ロシア語・バシキール語: Межгорье, Mezhgorye）は、バシコルトスタン共和国の都市。ウラル山脈の南端、小インゼル川の左岸に位地する。別表記「メシュゴリエ」

## 概要
今日では人口18,000ほどの都市であることが知られているが、1994年まで地図上に存在しなかった、ロシア連邦の閉鎖都市(ZATO)の一つである。今日でも一般人の立ち入りは不可能である。住民は閉鎖空間での生活と引き換えに手当つきの20%増しの給与を受け取っていた。さらに、普通の街よりも食料品が充実しており、当時不足していたサラミを簡単に購入することができていた。
・許可証は3種類。単数回許可証、一時許可証、永続許可証。永続許可証を受け取るには、閉鎖都市で生まれるか、または内部の企業で働いていなくてはならない。単数回許可証と一時許可証を受け取るには、閉鎖都市に近親者が暮らしているか、または出張が条件で、安全局の長い審査がともなう。普通の旅行者、特に外国人旅行者の場合、入るのは非常に困難で、ほぼ不可能である。
閉鎖都市は機密保持が優先され、周辺都市に数字を足した呼び名が通例だったことから、当時の地名はベロレック15,16であった。メジゴーリエという都市の名前自体は後付けされたものである。
1979年頃に都市として成立した。住民はウラル山脈の高峰ヤマンタウ山で採掘に従事しているとされる。
1990年代、アメリカ合衆国が衛星写真によって採掘場と駐屯地の存在を確認した。